# Guitar Hero: Metallica
Guitar Hero: Metallica és un videojoc musical llançat durant el mes de març de 2009 a Europa, Amèrica del Nord i Austràlia per les plataformes PlayStation 2, PlayStation 3, Xbox 360 i Wii. Desenvolupat per Neversoft i distribuït per Activision, pertany a la saga Guitar Hero, concretament es tracta d'una expansió del quart títol, el Guitar Hero World Tour i serà el segon de la saga que es dedica a una sola banda, Metallica, després de l'anterior Guitar Hero: Aerosmith.
Basat en el Guitar Hero World Tour, el videojoc permet que quatre jugadors puguin simular un grup de música mitjançant els controladors que simulen un micròfon, una guitarra, un baix i una bateria. El joc també inclou els mateixos modes de joc i la possibilitat de crear i compartir cançons mitjançant el "GHTunes". Una de les novetats és la inclusió d'un nou nivell de dificultat exclusivament per a la bateria anomenat "Expert+", que requereix la utilització d'un segon pedal per imitar l'estil del bateria de Metallica, Lars Ulrich. La banda sonora està formada per 28 cançons de la discografia de Metallica i 21 cançons seleccionades pels seus integrants. El grup va realitzar moltes captures de moviment per ser incloses en el joc, tant actuacions com recreacions dels membres. També s'inclouen diversos extres com vídeos sobre les captures de moviment, vídeos de les gires i videoclips.

## Desenvolupament
El videojoc fou anunciat oficialment durant la conferència E3 del 2008 juntament amb la confirmació que el nou àlbum de Metallica, Death Magnetic, estaria disponible com a material descarregable per les dues versions anteriors del videojoc, Guitar Hero III: Legends of Rock i Guitar Hero World Tour. En aquest últim també es va incloure un trailer en el material extra del videojoc amb imatges seguint l'estil de la portada de Ride the Lightning i de fons la cançó "Master of Puppets".
Com havien fet anteriorment els membres de la banda Aerosmith, els integrants del grup (Kirk Hammett, Lars Ulrich, James Hetfield i Robert Trujillo) van tocar 6 cançons per realitzar les respectives captures de moviment i crear els avatars i escenes del grup en directe. Alguns dels detalls inclosos van ser el playback i el moviment de les trenes del cabell de Trujillo. Tots els membres apareixen en el seu aspecte actual però també s'inclou en el joc la possibilitat d'escollir altres aparences que reflecteixen la història del grup. Tot i això, anteriors membres del grup com Jason Newsted o Cliff Burton no han estat representats però si que apareixen en la informació del grup. El videojoc també inclou material divers de tota la trajectòria de la formació com fotografies, vídeos o material entre vestidors. Algunes cançons estan acompanyades d'un vídeo amb la banda tocant la cançó. Els músics Lemmy de Motörhead i King Diamond de Mercyful Fate van acceptar la invitació per realitzar les captures de moviment i així aparèixer com a personatges alternatius del joc. A més, van regravar especialment pel joc les cançons "Ace of Spades" i "Evil" respectivament que formen part de la banda sonora del videojoc.
Durant el desenvolupament del videojoc, l'equip va trobar complicacions en la creació de les pistes de la bateria, ja que no podien replicar totes les notes del bombo d'algunes cançons del grup. La solució escollida va ser afegir un segon pedal i dividir les notes del bombo entre els dos.

### Promoció
El març de 2009 es va llançar una versió demo del joc per a la consola Xbox 360 amb quatre cançons i disponible pels quatre instruments, encara que no incorporava el segon pedal i implementava el nivell expert superior per la bateria. Com a curiositat, la portada d'aquesta demo tenia un error en el nom del grup "Lynyrd Skynrd" (realment, Lynyrd Skynyrd).
Durant el cap de setmana del seu llançament, el videojoc va patrocinar el cotxe d'Aric Almirola en la cursa Goody's Fast Pain Relief 500 del campionat Sprint Cup Series de la NASCAR. Paral·lelament, i seguint l'estil de la promoció del Guitar Hero World Tour, es van emetre per televisió dos anuncis publicitaris que parodiant una famosa escena protagonitzada per Tom Cruise a la pel·lícula Risky Business. La primera emissió d'un dels anuncis es va produir durant el Campionat de bàsquet de la NCAA del 2009, on apareixien els entrenadors d'equips NCAA Bob Knight, Mike Krzyzewski, Roy Williams i Rick Pitino, juntament amb els membres actuals de Metallica.

## Jugabilitat
El Guitar Hero: Metallica, com la resta dels jocs de la saga, permet als jugadors simular que estan tocant en un grup de rock mitjançant els controladors en forma d'instrument. Aquesta expansió està basada en el Guitar Hero World Tour, de forma que permet utilitzar com a instruments: un micròfon, una guitarra, un baix i una bateria. Consisteix a tocar una sèrie de cançons que formen la banda sonora del videojoc. Segons el nivell de l'actuació, és a dir, la quantitat de notes tocades correctament, s'aconsegueixen més punts i alhora més diners virtuals que permeten desbloquejar material extra. En la pantalla van apareixent les diferents successions de notes, cada instrument té una sèrie de notes pròpia per la cançó. En el cas de la guitarra i el baix, cal utilitzar els cinc botons de trast juntament amb la barra de "rascar" per marcar les notes, en la bateria cal tocar el tambor o plat correcte i en el micròfon cal cantar amb el to de veu indicat. El videojoc permet jugar de forma individual amb un sol instrument o jugar un màxim de quatre jugadors, un cada instrument. Si els jugadors erren massa notes, l'actuació es cancel·la i el grup ha de tornar a començar la cançó.
El videojoc presenta una llista de cançons en ordre cronològic de tota la trajectòria de Metallica però la banda sonora està més centrada en l'actualitat que en els primers anys d'història del grup. Tot i ser una expansió del World Tour, les cançons estan presentades com les edicions anteriors, és a dir, en lloc d'estar agrupades en escenaris, es presenten de manera lineal i classificades per etapes. Per superar les diferents etapes cal tocar de forma correcta les cançons que la formen i aconseguir un cert nombre d'estrelles que representen la valoració de l'actuació. L'argument d'aquest mode de joc representa un grup novell que intenta seguir els passos de Metallica.
En general, el nivell de dificultat és superior al de les edicions anteriors aprofitant que la música del grup és més dura. Una demostració d'aquest fet és l'addició d'un nivell superior anomenat "Expert+", i que en el cas de la bateria s'ha afegit un segon pedal pel bombo. Els escenaris que apareixen en el videojoc són reals i entre ells s'hi troben el The Stone Nightclub de San Francisco, el Hammersmith Odeon, el Tushino Airfield i el The Forum de Los Angeles. Casualment, el videojoc fou llançat poc abans de l'entrada de Metallica al Rock and Roll Hall of Fame i no inclou cap referència a aquest esdeveniment. La interfície del joc és molt similar a la del World Tour i s'hi ha afegit imatges i referències del grup. També s'ha canviat la situació del mesurador de potència estel·lar a la pantalla per facilitar la seva visualització.
El servei de "GHTunes" permet als jugadors compartir les cançons creades mitjançant el mode de creació de música, i és compatibles amb el mateix servei del World Tour. Aquest mode permet utilitzar els tons de la guitarra Truckster de James Hetfield i del baix de Tom Araya.

## Banda sonora
El repertori que incorpora el videojoc està format per un total de 49 cançons, de les quals 28 pertanyen a Metallica i les 21 restants són de bandes que han escollit els seus membres, moltes de les quals van aparèixer en l'àlbum Garage Inc.. Totes les cançons de Metallica són gravacions originals tot i alguns problemes per trobar les del seu àlbum de debut Kill 'Em All. Les cançons descarregables de Guitar Hero III i del World Tour no es poden utilitzar en aquest videojoc excepte les que pertanyen a l'àlbum Death Magnetic. Les versions per les consoles PlayStation 2 i Wii no suporten la descàrrega de material però inclouen les cançons "Broken, Beat & Scarred", "Cyanide" i "My Apocalypse". Alguns dels grups escollits per forma part de la banda sonora són Slayer, Lynyrd Skynyrd, Motörhead, Queen o Judas Priest, però per problemes legals no van poder introduir grups com UFO o The Misfits.

## Recepció
El Guitar Hero: Metallica va rebre molt bones crítiques per part dels mitjans de comunicació especialitzats i alguns l'assenyalaven com el millor de la saga des que Neversoft s'encarrega del desenvolupament. La banda sonora va rebre molts elogis i es considerava que podria ser un recopilatori sobre la història del grup. Tot i que el nivell de dificultat de les cançons va rebre algunes crítiques, es va destacar positivament el nou nivell de dificultat pels jugadors experimentats. La crítica negativa més important va recaure sobre la manca de material descarregable més enllà de l'àlbum Death Magnetic de Metallica. Per exemple, el World Tour tenia el mateix preu però una banda sonora més àmplia i més cançons per descarregar. Per a les consoles PlayStation 2 i Wii es van detectar problemes gràfics que responien a la pobre compressió dels vídeos i la visualització d'extres.